# No Address
No Address es una película dramática estadounidense escrita por Julia Verdin y James J. Papa, es dirigida por Verdin y protagonizada por William Baldwin.

## Reparto
- William Baldwin como Robert[1]
- Ashanti como Violet[1]
- Xander Berkeley como Harris[1]
- Beverly D'Angelo como Dora[1]
- Ty Pennington como el Sr. Mills[2]
- Lucas Jade Zumann como Jimmy[1]
- Kristanna Loken como Kim[3]
- Patricia Velásquez como Gabrielle[1]
- Isabella Ferreira como Lauren[1]
- Keenan Moran como Sam[4]

## Producción
La película se rodó en Sacramento a principios de 2023. El rodaje comenzó el 22 de febrero y finalizó el 22 de marzo. Las escenas se filmaron en los vecindarios de Sacramento, incluidos Del Paso Heights, Midtown, Land Park, Oak Park, Hollywood Park y Nimbus Overlook. Algunas escenas también se filmaron en Folsom y Auburn.

## Estreno
La película se estrenó el 28 de febrero de 2025.